# Cratere Liu Hsin
Liu Hsin  è un cratere sulla superficie di Marte.